# Усманов, Хамза Фатыхович
Хамза́ Фаты́хович Усма́нов (баш. Хәмзә Фәтих улы Усманов, 24 апреля 1923 — 13 января 2009) — советский и российский историк, почётный академик АН РБ (1998), доктор исторических наук (1978), профессор (1994), заслуженный деятель науки БАССР (1981). Участник Великой Отечественной войны.

## Биография
Хамза Фатыхович Усманов родился 24 апреля 1923 года в селе Тузлукуш Чукадымтамакской волости Белебеевского кантона БАССР, ныне Белебеевского района РБ.
Учился в Сельскохозяйственном училище БАССР. Перед началом Великой Отечественной войны он попал в артиллерийскую школу в Смоленске. В годы войны Х. Ф. Усманов — командир-артиллерист, прошёл путь от Курской дуги до штурма Берлина. В мае 1945 года его батарея тяжёлых гаубиц вела прямой огонь по рейхсканцелярии Гитлера. Был трижды ранен, контужен.
Демобилизовавшись, в 1950 году, окончил исторический факультет Башкирского педагогического института им. К. А. Тимирязева (ныне Уфимский университет науки и технологий) и  осенью 1952 года — аспирантуру Башкирского филиала АН СССР.
В 1956 году Х. Ф. Усманов защитил кандидатскую диссертацию «Столыпинская аграрная реформа в Башкирии» и в 1958 году опубликовал свою первую монографию по истории столыпинской аграрной реформы в Башкирии. Монография Х. Ф. Усманова «Столыпинская аграрная реформа» использовалась и используется в многочисленных научных трудах (обобщающих монографиях, вузовских курсах, списках обязательной литературы) в течение всей второй половины XX века.
В 1977 году Хамза Фатыхович защитил докторскую диссертацию «Развитие капитализма в сельском хозяйстве Башкирии в пореформенный период, 1861—1900 гг.» (научный консультант А. М. Анфимов) и в 1981 году выпустил вторую книгу — фундаментальное исследование о пореформенной эпохе.
С 1955 года он работал в Института истории, языка и литературы Башкирского филиала АН СССР: заведующим сектором (1978—1979), затем он — директор (1980—1988), заведующий отделом (1988—1993), главный научный сотрудник (1993—2006); проректор Бирского государственного педагогического института (1962—1963).
Областью его научных исследований была история сельского хозяйства, промышленности, революционного движения в Башкирии во второй половине XIX — начале XX вв.
Среди его учеников около 10 кандидатов наук. Х. Ф. Усманов состоял в Отделении социальных и гуманитарных наук АН РБ.
Скончался в январе 2009 года.

## Память
С 2011 года в республике Башкортостан проводятся Усмановские чтения, посвященные трудам и жизни ученого.

## Труды
Усманов, Хамза Фатыхович — автор более 200 научных работ, в том числе 25 монографий.
- Столыпинская аграрная реформа в Башкирии. Уфа: Башкнигоиздат, 1958.
- Развитие капитализма в сельском хозяйстве Башкирии в пореформенный период. М.: Наука, 1981.
- История Башкортостана с древнейших времен до 60-х годов XIX века. Уфа: Китап, 1996 (соавтор и гл. ред.).
- Осуществление столыпинской аграрной реформы в Башкортостане // Аграрная реформа П. А. Столыпина и современность. Уфа, 2002.

## Награды
Усманов Хамза Фатыхович награждён орденами Красного Знамени (1944, 1945), Александра Невского (1944), Отечественной войны I степени (1985), II степени (1943), Красной Звезды (1943) и 14 медалями ВОВ.